# Guidong
Guidong, tidigare romaniserat Kweitung, är ett härad som lyder under Chenzhous stad på prefekturnivå i Hunan-provinsen i sydöstra Kina.